# Roger Nilis
Roger Nilis (Zonhoven, 16 november 1938 - aldaar, 16 september 2011) was een Belgische voetballer. Hij speelde in de jaren 60 voor verscheidene Limburgse clubs.
Roger Nilis is de vader van gewezen voetballer Luc Nilis.

## Carrière
Roger Nilis speelde begin jaren 60 voor Patro Eisden toen hij in 1964 de overstap maakte naar eersteklasser Sint-Truiden VV. Nilis speelde op de rechterflank en was met zijn snelheid een belangrijke pion in het elftal van Raymond Goethals. Nilis bezorgde spits Roger Maes dat jaar veel assists en werd met STVV vijfde in de competitie.
Maar een seizoen later deden de Kanaries het nog beter. Onder leiding van Goethals werden Nilis en zijn ploegmaats vicekampioen achter RSC Anderlecht. Nadien vertrok Goethals en trok de club rechterflankaanvaller Eddy Koens aan. Koens veroverde de plaats van Nilis, die na de blessure van Antoine Leenders uiteindelijk op de linkerflank werd geposteerd. Na drie seizoenen verhuisde hij naar tweedeklasser Racing Tienen en later naar derdeklasser Cercle Tongeren. Hij speelde ook nog voor het plaatselijke KFC Halveweg.
Na zijn spelersloopbaan richtte Nilis een voetbalschool op in Zonhoven. Hij bracht er jonge kinderen techniek bij. Ook begeleidde hij zijn zoon Luc intensief. In 1985, nog voor Luc Nilis' grote transfer naar RSC Anderlecht, werd hij getroffen door een hersenbloeding, waardoor hij hulpbehoevend werd en zijn activiteiten noodgedwongen moest afbouwen. Roger Nilis overleed in september 2011 op 72-jarige leeftijd.